# La Cuesta (Tranvía de Tenerife)
La Cuesta es el nombre de una de las paradas cabeceras de la línea 2 del Tranvía de Tenerife. Se encuentra en la Carretera La Cuesta-Taco, en el núcleo de La Cuesta, en San Cristóbal de La Laguna, del cual toma su nombre. 
Se inauguró el 30 de mayo de 2009, cuando entró en servicio la línea.

## Accesos
- Carretera La Cuesta-Taco, pares
- Carretera La Cuesta-Taco, impares

## Líneas y conexiones

### Tranvía
| Línea | Origen    | Destino |
| ----- | --------- | ------- |
|       | La Cuesta | Tíncer  |

## Lugares próximos de interés
- Centro Multifuncional El Tranvía
- Tenencia de Alcaldía de La Cuesta
- Centro Médico La Cuesta
- Iglesia La Paz
- Zona Militar de La Cuesta (Acuartelamiento de Ingenieros, AALOG 81)